# Fiabe sonore
Le Fiabe sonore sono una serie di fiabe pre-registrate, pubblicata dalla Fratelli Fabbri Editori dal 12 dicembre 1966 al dicembre 1970, su dischi a 45 giri e successivamente riedita in diversi formati.
Le fiabe erano corredate da albi di grande formato, illustrati da diversi pittori (es. Pikka, Una, Ferri, Max e Sergio, che aveva curato l'edizione del Pinocchio di Carlo Collodi pubblicato dalla Fratelli Fabbri Editori nel 1965) ed erano sceneggiate, narrate da Silverio Pisu, con la collaborazione di altri attori professionisti tra cui Ugo Bologna per le prime venticinque fiabe, Sante Calogero, Pupo De Luca e Isa Di Marzio per le successive. Le musiche originali vennero commissionate al compositore, pianista e cantante Vittorio Paltrinieri, (Benemerenza Civica Ambrogino d’Oro 2012) che le compose, le orchestrò, le cantò e fece anche tutte le voci dei cori. Ha suonato in due fiabe sonore della serie "I cuccioli" il jazzista belga Toots Thielemans.

## Storia
Poco prima del Natale del 1966, la Fabbri distribuì gratuitamente nelle edicole il disco promozionale dell'opera, contenente I tre porcellini ancora privo di albo.
In questo disco compare per la prima volta la celebre introduzione: si tratta della canzone A mille ce n'è, usata anche in una puntata della seconda edizione del programma di Canale 5 Avanti un altro! (condotto da Paolo Bonolis e Luca Laurenti), composta nella musica dal Maestro Vittorio Paltrinieri ed eseguita dal Quartetto Radar, che, assieme alla corrispettiva canzoncina di chiusura alle fiabe, costituirà un sicuro segno di riconoscimento dell'intera collana:
«A mille ce n'è
nel mio cuore di fiabe da narrar.
Venite con me
nel mio mondo fatato per sognar…
Non serve l'ombrello,
il cappottino rosso o la cartella bella
per venire con me…
Basta un po' di fantasia e di bontà».
«Finisce così
questa favola breve e se ne va ...
Il disco fa click
e, vedrete, fra un po' si fermerà.
Ma aspettate, e un altro ne avrete.
“C’era una volta ...” il cantafiabe dirà
e un'altra favola comincerà!».
Dopo che Silverio Pisu (che nella collana assume la romantica denominazione di "Cantafiabe") pronuncia il classico «C'era una volta…» inizia la fiaba vera e propria, della durata di un quarto d'ora: essa è caratterizzata non solo dalla narrazione, ma da vivaci dialoghi fra i protagonisti e da canzoncine orecchiabili, contestuali al racconto, facilmente memorizzabili anche da parte degli ascoltatori più giovani. La settimana seguente esce il primo numero ufficiale: Il gatto con gli stivali di Charles Perrault, stavolta corredato da un albo di grande formato (cm 27 × 35).
Successivamente, viene pubblicato un numero impressionante di fiabe, non solo dei principali favolisti europei (i Fratelli Grimm, Andersen, Perrault, Puškin ecc.) ma persino di autori meno noti al grosso pubblico (es. il tedesco Ludwig Bechstein, la francese Leprince de Beaumont, il napoletano Giambattista Basile) o tratte dal vastissimo repertorio orientale.
In tutto, uscirono circa 150 fascicoli illustrati ed altrettanti dischi a 45 giri, suddivisi in varie raccolte quali le Fiabe Sonore vere e proprie, la riproposta integrale de Le avventure di Pinocchio con Paolo Poli nel ruolo del burattino, Peter Pan di James Barrie, Alice nel Paese delle Meraviglie di Lewis Carroll con personaggi tratti anche dal libro Attraverso lo specchio e quel che Alice vi trovò, e infine la serie I cuccioli dedicata ai bambini più piccoli.
Furono pubblicate anche due particolari versioni "estese" (da 7 dischi ciascuna) di Biancaneve e di Cenerentola, i cui rispettivi titoli erano ufficialmente preceduti da un C'era una volta. Entrambe le fiabe, secondo il taglio classico, erano già comparse fra le prime sessanta uscite. In questo caso però le due vicende, pur ricalcando le originali, erano state arricchite di situazioni e personaggi nuovi.
Cenerentola, ad esempio, aveva fin dall'inizio al proprio fianco una fata, chiamata Pazienza, che per non rivelare la sua vera natura alla fanciulla aveva assunto le fattezze di una tartaruga. Per tutta la storia, Pazienza sta al fianco di Cenerentola, cercando in tutti i modi di aiutarla nella lotta quotidiana con la matrigna e le sorellastre (i cui nomi sono in questa versione Carlotta e Matilde).
In C'era una volta Biancaneve comparivano invece uno strano essere, in grado di volare e amico dei venti, detto Uomo Aquilone e due anatre, chiamate Quando e Quasi, che assistevano la principessa durante il suo soggiorno presso i nani. Queste ultime creature erano state affiancate a Biancaneve per "proteggerla" dalla cattiva matrigna, che in questa versione della fiaba era una terribile ed infida strega-regina ed aveva il nome di Perfidia.
Nel 1977 la Fabbri Editori ripubblica parte della collana, sempre su 45 giri. Negli anni ottanta ancora una nuova edizione, stavolta su audiocassetta e denominata Giocafiabe (poiché sul lato B della cassetta era contenuto un gioco, sceneggiato dallo stesso Silverio Pisu). Negli anni novanta, una nuova edizione su audiocassette, contenente due fiabe per lato, viene distribuita, anche in abbonamento al periodico Oggi.
Nel 2003, le Fiabe Sonore vengono ristampate per la prima volta su CD: la totalità del blocco di 60 fiabe, le Avventure di Pinocchio, Alice nel Paese delle Meraviglie, Peter Pan e l'intera raccolta de I Cuccioli. Nel 2007 ripubblicate anche in allegato al Corriere della Sera per RCS), vengono ristampate anche nel 2010.
A tutt'oggi non sono mai state riproposte le due versioni lunghe di Cenerentola e Biancaneve.
Nel 2012 la Fabbri pubblica la prima versione digitale dell'opera, lanciando un'app per iPad, iPhone ed Android che contiene una trentina di fiabe, da un'idea dell'ing. Alberto Passaquindici, edizioni Alby Music. Contemporaneamente escono in CD, secondo un piano di 30 uscite, le tre serie de Le avventure di Pinocchio, Peter Pan e Alice nel Paese delle Meraviglie. Tuttavia il romanzo di Collodi riporta dei tagli interni, essendo state escluse (dall'audio come dal fascicolo di accompagnamento) le enunciazioni dei vari capitoli, facenti ugualmente parte del racconto originale e incise a suo tempo sui 45 giri. Da quest'anno poi vengono stampati dei volumi contenenti dieci fiabe ciascuno, divisi per autore (Perrault, Andersen e Fratelli Grimm). Inoltre nel novembre sempre del 2012 viene pubblicato un volume contenente dieci fiabe raggruppate per tema (principi e principesse) e così via per gli anni successivi. Si aspettano ancora tre volumi.
Dal 10 gennaio 2015 le fiabe sono riproposte nuovamente in uscite settimanali con 60 uscite corredate da libro e CD.
Prezzo 1ª uscita: 3,99€ Dalla seconda uscita in poi: 6,99€ (salvo variazione delle aliquote fiscali). Anche nel 2020 vengono riproposte nelle librerie più prestigiose d’Italia edite da Centauria-AlbyMusic Ing. Alberto Passaquindici.

## Illustratori
Gran parte della fortuna delle Fiabe Sonore si deve alle illustrazioni a corredo dei testi, eseguite da alcuni fra i principali artisti italiani nel campo dell'illustrazione per l'infanzia e non solo. L'identificazione degli autori delle immagini, però, è stata resa difficile dalla consuetudine di questi di firmare con pseudonimi i disegni per le fiabe dei Fratelli Fabbri, ricchi di spunti pittorici tratti da quadrerie antiche e moderne.
Pikka, l'illustratore di Biancaneve, I tre musicanti, Gli abiti nuovi del Granduca, La casa nella foresta, Il tesoro dei tre fratelli e altre fiabe, è il pittore e scultore bergamasco Piero Cattaneo (1929 - 2003).
Sergio è in realtà il milanese Romano Rizzato (1936), illustratore di Hänsel e Gretel, Il leone e il falegname, I cigni selvatici, I sette corvi, I tre cani ecc., è l'autore tra l'altro anche delle illustrazioni di Pinocchio nell'edizione integrale dei Fratelli Fabbri del 1965, che ha fatto storia.
Dietro allo pseudonimo Una si cela il fiorentino Ugo Fontana (1921-1985), che ha illustrato per esempio La piccola guardiana d'oche, Il brutto anatroccolo, L'uccello d'oro, Il pesciolino d'oro e Il Principe Rospo.
Ferri, che ha firmato le illustrazioni de La bella addormentata nel bosco, La principessa incantata, Barbablù, Abdallah di terra e Abdallah di mare, Vardiello, Pelle d'asino, I tre cedri, Alì Babà e i quaranta ladroni e altre, è Rino Ferrari (1911 - 1986).
Lima, altro illustratore molto prolifico, specializzato in particolare nelle ambientazioni orientaleggianti, è Libico Maraja (1912 - 1983), autore dei disegni di fiabe come Cappuccetto Rosso, Abu Kir e Abu Sir, Il principe Ahmed e la fata Pari-Banù, I tre nanetti del bosco e molte altre.
Michele, illustratore di Cenerentola e Cinque in un baccello, è il torinese Angelo Bioletto (1906-1986), famoso soprattutto per le sue illustrazioni di figurine.
L'Alpino, illustratore de I tre porcellini dallo spiccato stile fumettistico, è Tony Wolf, al secolo Antonio Lupatelli (1930-2018), parmigiano, alpino del Cividale.

## Elenco delle uscite
Elenco degli episodi della serie originale pubblicata a partire dal 1966, in ordine di uscita:
| Numero | Titolo                                   |
| ------ | ---------------------------------------- |
| 1      | Il gatto dagli stivali                   |
| 2      | Biancaneve                               |
| 3      | Aladino e la lampada meravigliosa        |
| 4      | Hänsel e Gretel                          |
| 5      | La bella addormentata nel bosco          |
| 6      | Il soldatino di piombo                   |
| 7      | Il lupo e i sette capretti               |
| 8      | Il leone e il falegname                  |
| 9      | I cigni selvatici                        |
| 10     | Biancarosa e Rosella                     |
| 11     | La principessa incantata                 |
| 12     | Pollicino                                |
| 13     | La piccola guardiana d'oche              |
| 14     | Il piffero magico                        |
| 15     | Abu Kir e Abu Sir                        |
| 16     | Il brutto anatroccolo                    |
| 17     | I sette corvi                            |
| 18     | Cenerentola                              |
| 19     | Il libriccino magico                     |
| 20     | Barbablù                                 |
| 21     | La casa nella foresta                    |
| 22     | Abdallah di terra e Abdallah di mare     |
| 23     | Gli abiti nuovi del Granduca             |
| 24     | I tre musicanti                          |
| 25     | La pastorella e lo spazzacamino          |
| 26     | I tre capelli dell'orco                  |
| 27     | Cigno, appiccica!                        |
| 28     | L'uccello d'oro                          |
| 29     | Pollicina                                |
| 30     | I tre cani                               |
| 31     | L'acqua della vita                       |
| 32     | Vardiello                                |
| 33     | I fiori della piccola Ida                |
| 34     | Il tesoro dei tre fratelli               |
| 35     | Il pesciolino d'oro                      |
| 36     | Alì Babà e i quaranta ladroni            |
| 37     | La bella e la bestia                     |
| 38     | Il principe Ahmed e la fata Parì-Banù    |
| 39     | Il capraio e la figlia del re            |
| 40     | Cappuccetto rosso                        |
| 41     | Il nano Tremotino                        |
| 42     | I tre cedri                              |
| 43     | Il califfo cicogna                       |
| 44     | L'usignolo                               |
| 45     | Pelle d'asino                            |
| 46     | Fata Piumetta                            |
| 47     | L'acciarino magico                       |
| 48     | Giacomino e il fagiolo                   |
| 49     | Il principe Kamar e la principessa Budur |
| 50     | Il serpe bianco                          |
| 51     | Cinque in un baccello                    |
| 52     | Raperonzolo                              |
| 53     | Lo sceicco cieco                         |
| 54     | I musicanti di Brema                     |
| 55     | I tre nanetti del bosco                  |
| 56     | Giannetto Fortunato                      |
| 57     | Il Principe rospo                        |
| 58     | Sette in un colpo                        |
| 59     | Re Mentone                               |
| 60     | I tre porcellini                         |

Piano uscite 2015
| Uscita | Titolo                                   | Data edicola |
| ------ | ---------------------------------------- | ------------ |
| 1      | Cenerentola                              | 10/01/2015   |
| 2      | I tre porcellini                         | 24/01/2015   |
| 3      | Cappuccetto rosso                        | 31/01/2015   |
| 4      | Biancaneve                               | 07/02/2015   |
| 5      | Il brutto anatroccolo                    | 14/02/2015   |
| 6      | Pollicino                                | 21/02/2015   |
| 7      | Hänsel e Gretel                          | 28/02/2015   |
| 8      | La bella e la bestia                     | 07/03/2015   |
| 9      | Il gatto dagli stivali                   | 14/03/2015   |
| 10     | La bella addormentata nel bosco          | 21/03/2015   |
| 11     | Il pesciolino d'oro                      | 28/03/2015   |
| 12     | Raperonzolo                              | 04/04/2015   |
| 13     | Aladino e la lampada meravigliosa        | 11/04/2015   |
| 14     | Il soldatino di piombo                   | 18/04/2015   |
| 15     | Il principe rospo                        | 25/04/2015   |
| 16     | Fata Piumetta                            | 02/05/2015   |
| 17     | Giacomino e il fagiolo                   | 09/05/2015   |
| 18     | La principessa incantata                 | 16/05/2015   |
| 19     | Alì Babà e i quaranta ladroni            | 23/05/2015   |
| 20     | Il lupo e i sette capretti               | 30/05/2015   |
| 21     | Il piffero magico                        | 06/06/2015   |
| 22     | La piccola guardiana d'oche              | 13/06/2015   |
| 23     | I musicanti di Brema                     | 20/06/2015   |
| 24     | L'acciarino magico                       | 27/06/2015   |
| 25     | I cigni selvatici                        | 04/07/2015   |
| 26     | La casa nella foresta                    | 11/07/2015   |
| 27     | Barbablù                                 | 18/07/2015   |
| 28     | Il nano Tremotino                        | 25/07/2015   |
| 29     | Giannetto Fortunato                      | 01/08/2015   |
| 30     | Il libriccino magico                     | 08/08/2015   |
| 31     | Pollicina                                | 15/08/2015   |
| 32     | Pelle d'asino                            | 22/08/2015   |
| 33     | I fiori della piccola Ida                | 29/08/2015   |
| 34     | L'uccello d'oro                          | 05/09/2015   |
| 35     | Biancarosa e Rosella                     | 12/09/2015   |
| 36     | Cinque in un baccello                    | 19/09/2015   |
| 37     | I sette corvi                            | 26/09/2015   |
| 38     | Re Mentone                               | 03/10/2015   |
| 39     | Abdallah di terra e Abdallah di mare     | 10/10/2015   |
| 40     | Vardiello                                | 17/10/2015   |
| 41     | Il serpe bianco                          | 24/10/2015   |
| 42     | I tre cedri                              | 31/10/2015   |
| 43     | Cigno, appiccica!                        | 07/11/2015   |
| 44     | Il principe Ahmed e la fata Pari-Banù    | 14/11/2015   |
| 45     | I tre cani                               | 21/11/2015   |
| 46     | Lo sceicco cieco                         | 28/11/2015   |
| 47     | Il leone e il falegname                  | 05/12/2015   |
| 48     | Il califfo cicogna                       | 12/12/2015   |
| 49     | Sette in un colpo                        | 19/12/2015   |
| 50     | I tre nanetti del bosco                  | 26/12/2015   |
| 51     | La pastorella e lo spazzacamino          | 02/01/2016   |
| 52     | L'acqua della vita                       | 09/01/2016   |
| 53     | I tre musicanti                          | 16/01/2016   |
| 54     | Abu Kir e Abu Sir                        | 23/01/2016   |
| 55     | Il tesoro dei tre fratelli               | 30/01/2016   |
| 56     | l'usignolo                               | 06/02/2016   |
| 57     | Il capraio e la figlia del Re            | 13/02/2016   |
| 58     | Il principe Kamar e la principessa Budur | 20/02/2016   |
| 59     | Gli abiti nuovi del granduca             | 27/02/2016   |
| 60     | I tre capelli dell'orco                  | 05/03/2016   |

## I Cuccioli
- 01. Bobi il puledrino più piccolo del West
- 02. Giacomino passerotto vagabondo
- 03. Abracadabra coniglietto del cilindro
- 04. Lele orsacchiotto al miele
- 05. Teresina gazza birichina
- 06. Salvatore orsetto lavatore
- 07. Ippocamaleonfenicottero uno per tutti tutti per uno
- 08. Otto artista bassotto
- 09. Piumino struzzo a colazione
- 10. Timbro piccioncino viaggiatore
- 11. Hippy pinguino a fiori
- 12. Manolo gattino sognatore
- 13. Starter leprotto autista
- 14. Sabella foca monachella
- 15. Gorgonzola topino campagnolo
- 16. Nerone pulcino cambianome
- 17. Cesarina gentil formichina
- 18. Lancillotto aquilotto a cucù
- 19. Rirì gazzella della posta
- 20. Alì elefantino senza sì
- 21.  Za Ronfo ghiretto di primavera
- 22. Zampetto scoiattolo col diploma
- 23. Lillo cagnolino che faceva miao
- 24. Conga scimmietta maliziosa
- 25. Gedeone armadillo a pallone
- 26. Maperò capriolo sempre no
- 27. Arcobaleno camaleontino trasformista
- 28. Ondina stella marina
- 29. Kim tigrotto delle pantere nere
- 30. Bongo gorillino del Congo
- 31. Nessuno cerbiatto senza nome
- 32. Penny cangurina d'Australia
- 33. Aloa delfino hawaiano
- 34. Pedrito coyote col sombrero
- 35. Cirillo porcello a carosello
- 36. Ruggero leoncino urlatore
- 37. Carlotta astuta volpacchiotta
- 38. Yoyo l'asinello che salvò la luna
- 39. Calacala lupetto contafrottole
- 40. Balzaneve cavallino di Natale